# Pangalakaha
Pangalakaha est une localité du centre de la Côte d'Ivoire et appartenant au département de Katiola, Région de la Vallée du Bandama. La localité de Pangalakaha est un chef-lieu de commune.